# Arcole
Arcole ist eine italienische Gemeinde in der Provinz Verona, Region Veneto. Der Ort mit 6426 Einwohnern (Stand 31. Dezember 2023) liegt auf einer Höhe von 27 m s.l.m. und erstreckt sich über 18,81 km².
Der Ort wurde vor allem bekannt durch die Schlacht bei Arcole, die 1796 zwischen den Franzosen und den Österreichern stattfand.

## Weinbau
In dieser Gegend, südlich von Verona, in den Provinzen Verona und Vicenza werden gleichnamige Weiß-, Rosé-, Rot- und Schaumweine erzeugt, die seit dem 13. September 2000 eine kontrollierte „Herkunftsbezeichnung“ (Denominazione di origine controllata – DOC) besitzen, die zuletzt am 7. März 2014 aktualisiert wurde.

### Anbau
Der Anbau ist folgenden Gemeinden zugelassen:
- In der Provinz Verona: Arcole, Cologna Veneta, Albaredo d’Adigee, Zimella, Veronella, Zevio, Belfiore d’Adige sowie in Teilen der Gemeinden von Caldiero, San Bonifacio, Soave, Colognola ai Colli, Monteforte d’Alpone, Lavagno, Pressana, Vago und San Martino Buon Albergo
- In der Provinz Vicenza: Lonigo, Sarego, Alonte, Orgiano, Sossano und Roveredo di Guà.

### Erzeugung
Für die Erzeugung der Weine dürfen folgende Rebsorten verwendet werden:
Verschnittweine (Cuvées)
- Arcole Bianco (auch als Frizzante, Spumante oder Passito): muss mindestens 50 % Garganega enthalten. Höchstens 50 % andere analoge Rebsorten, die für den Anbau zugelassen sind, dürfen (einzeln oder gemeinsam) zugesetzt werden.
- Arcole Rosso (auch als Novello und Frizzante), Arcole Rosato (auch als Novello und Frizzante) und Arcole Nero: müssen mindestens 50 % Merlot enthalten. Höchstens 50 % andere analoge Rebsorten, die für den Anbau zugelassen sind, dürfen (einzeln oder gemeinsam) zugesetzt werden.

Fast sortenreine Weine
Die erzeugten Weine müssen jeweils mindestens 85 % der genannten Rebsorte enthalten. Höchstens 15 % andere analoge Rebsorten, die für den Anbau in den Provinzen Vicenza und Verona zugelassen sind, dürfen zugesetzt werden. Folgende Weintypen werden erzeugt:
- Arcole Sauvignon (aus Sauvignon Blanc)
- Arcole Garganega
- Arcole Pinot bianco
- Arcole Pinot Grigio
- Arcole Chardonnay (auch als Frizzante)
- Arcole Merlot
- Arcole Cabernet Sauvignon
- Arcole Carménère
- Arcole Cabernet (aus Cabernet Franc, Cabernet Sauvignon und Carménère)